# Буй

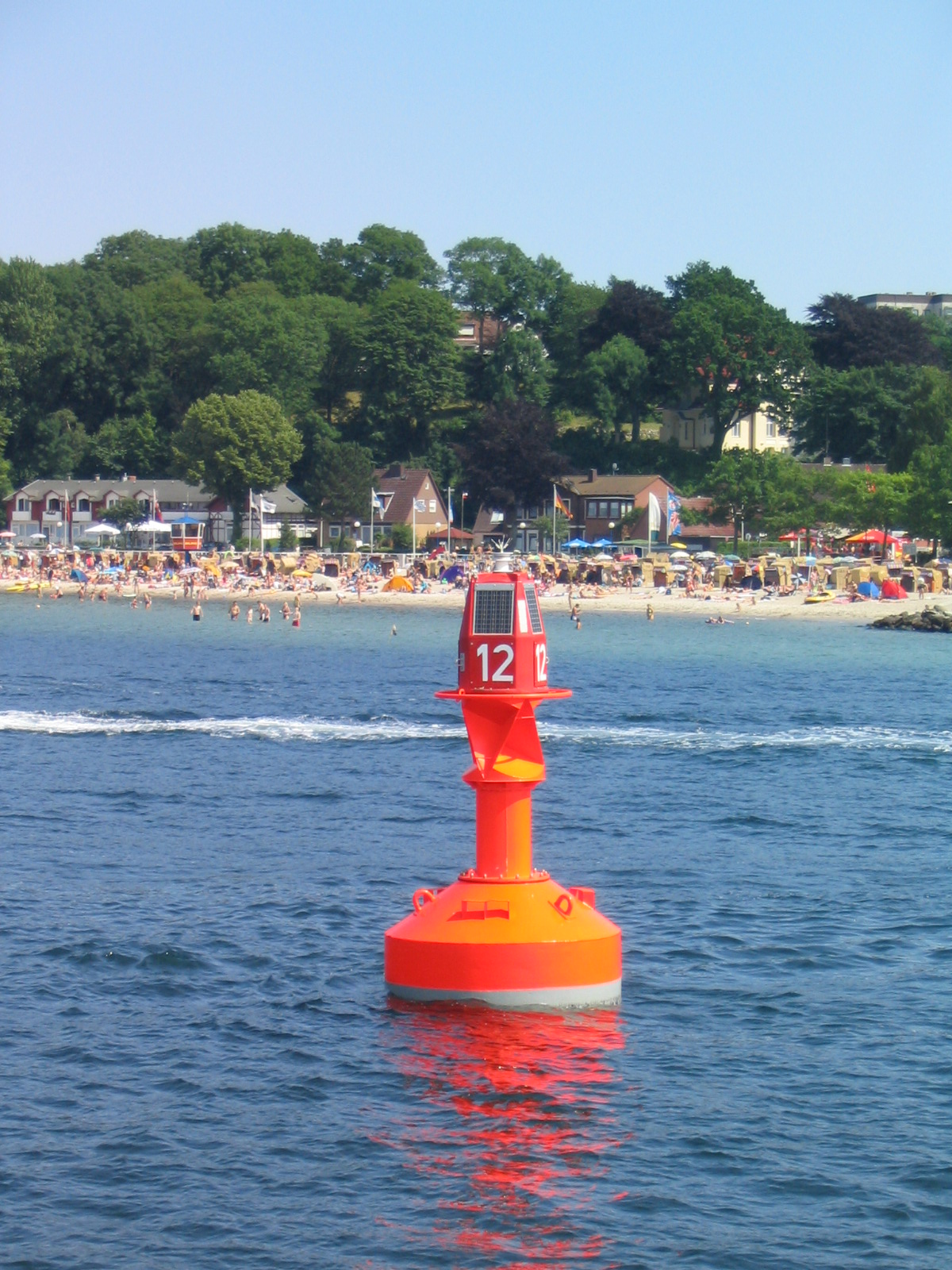
Буй около городского пляжа

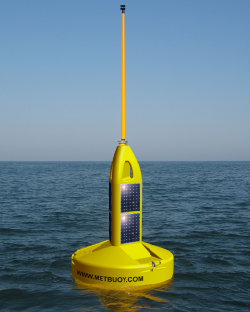
Метеобуй

Буй (нидерл. boei, англ. buoy; жарг. буёк) — поплавок, крепящийся ко дну при помощи якоря на тросе, для указания конкретного места в воде. Изготавливают обычно из дерева, железа или пластика.

## Виды буёв
По назначению различают:
- Буй ограничивающий (например, бакен — буй, указывающий границы водного пути, считающегося безопасным для движения кораблей (фарватер) или указывающий места якоря (в последнем случае он называется «томбуй»[4]).
- Буй разделяющий (например, пляжный буй, указывающий безопасные для купания (неглубокие) участки)
- Буй — указатель (например, буй для ныряльщиков)
- Буй как платформа для установки оборудования (например, метеобуй[англ.], аварийный радиобуй)

## Ограждение зоны плавания буями

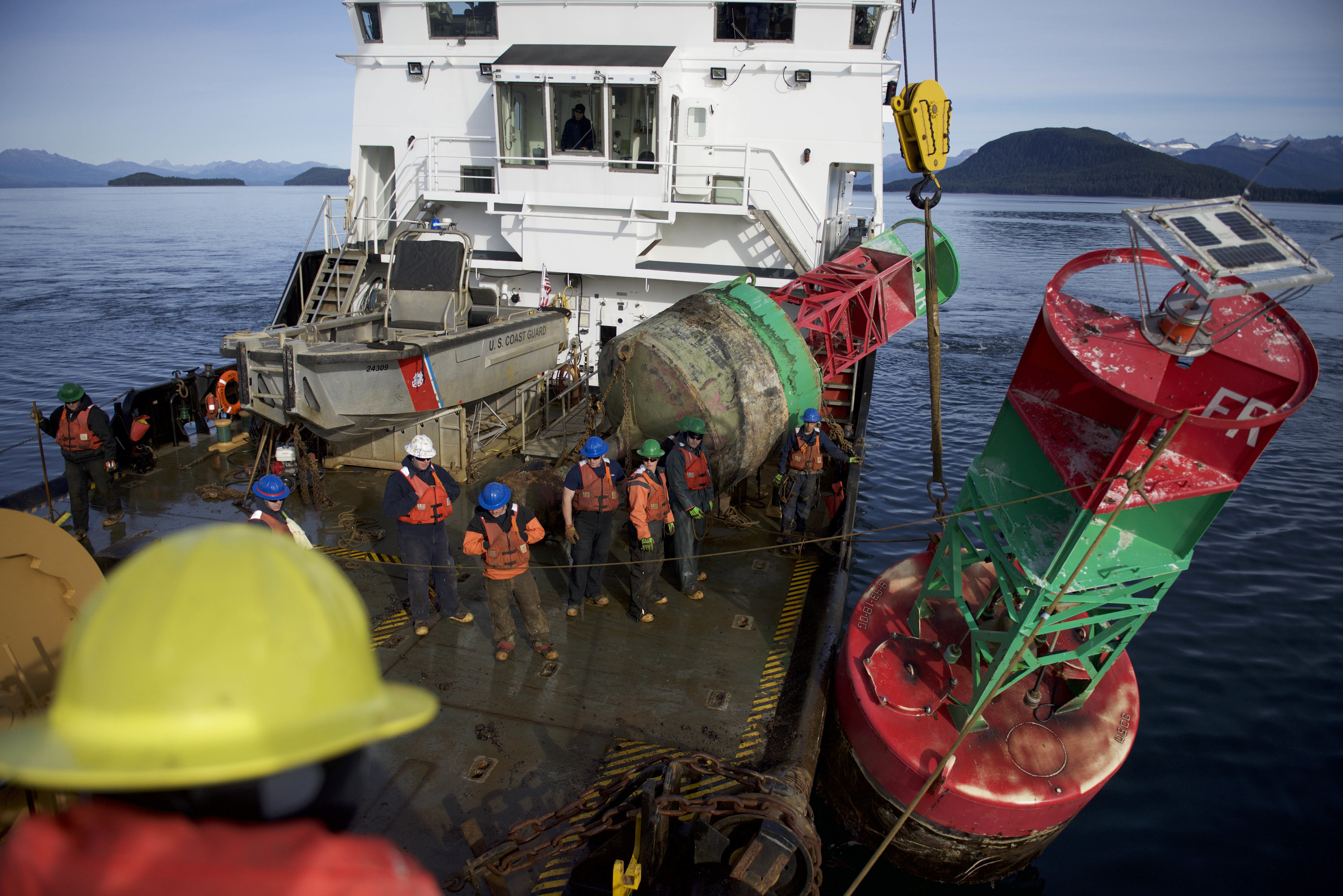
Обслуживание буёв

В случае применения для ограждения зоны плавания буйки устанавливают на определённом расстоянии от берега таким образом, чтобы обеспечить купающимся достаточное пространство для водных упражнений, но в то же время ограничить глубину и сделать зону купания доступной для спасателей, а также предупредить столкновение пловцов с судами.
На детских пляжах буйки ставят ближе к берегу, на взрослых — дальше от него. Иногда зона купания (особенно если это зона купания детей) может быть ограничена канатом, установленным на плавающих поплавках (такие же канаты применяют для разделения дорожек в бассейне).
Буйки чаще всего бывают красного цвета, но применяются и другие цвета. Эти детали, как и размер и форма буйков, могут определяться постановлениями властей данной местности или администрацией учреждения.
Для предупреждения купающихся о том, что их подстерегает опасность в том случае, если они пересекут границу, очерченную буями, и таким образом отдалятся от берега, часто используют надписи «за буйки не заплывать» и подобные.